# Comuna de Gilowice
Gilowice (polaco: Gmina Gilowice) é uma gminy (comuna) na Polónia, na voivodia de Santa Cruz e no condado de Żywiecki.
De acordo com os censos de 2004, a comuna tem 5698 habitantes, com uma densidade 199,1 hab/km².

## Área
Estende-se por uma área de 28,15 km², incluindo:
- área agricola: 68%
- área florestal: 23%

## Demografia
Dados de 30 de Junho 2004:
|                      | Total   | Total | Mulheres | Mulheres | Homens  | Homens |
| -------------------- | ------- | ----- | -------- | -------- | ------- | ------ |
|                      | pessoas | %     | pessoas  | %        | pessoas | %      |
| População            | 5606    | 100   | 2846     | 50,8     | 2760    | 49,2   |
| Densidade (pop./km²) | 199,1   | 100   | 101,1    | 101,1    | 98      | 98     |

De acordo com dados de 2002, o rendimento médio per capita ascendia a 1191,29 zł.

## Comunas vizinhas
- Łękawica, Ślemień, Świnna, Żywiec